# Gran Premio de San Marino de Motociclismo
El Gran Premio de San Marino de Motociclismo o Gran Premio de la Ciudad de Imola de Motociclismo es una carrera de motociclismo de velocidad organizada en Italia para permitirle a ese país tener dos fechas en una misma temporada del Campeonato Mundial de Motociclismo (junto con el Gran Premio de Italia de Motociclismo). Desde el regreso del GP de San Marino en 2007, se celebra en el circuito de Misano. También fueron sedes de la carrera han sido el circuito de Mugello y el Autodromo Enzo e Dino Ferrari.
Se llama el Gran Premio de San Marino debido a que ya existe el Gran Premio de Italia y la república de San Marino queda cerca de Misano.

## Ganadores de Gran Premio de San Marino de Motociclismo

### Ganadores múltiples (Pilotos)
| # Victorias | Piloto            | Victorias | Victorias                                                            |
| # Victorias | Piloto            | Categoría | Años Ganador                                                         |
| ----------- | ----------------- | --------- | -------------------------------------------------------------------- |
| 7           | Marc Márquez      | MotoGP    | 2015, 2017, 2019, 2024                                               |
| 7           | Marc Márquez      | Moto2     | 2011, 2012                                                           |
| 7           | Marc Márquez      | 125 cc    | 2010                                                                 |
| 5           | Matteo Ferrari    | MotoE     | 2019 Carrera 1, 2019 Carrera 2, 2020, 2021 Carrera 2, 2022 Carrera 2 |
| 4           | Jorge Lorenzo     | MotoGP    | 2011, 2012, 2013                                                     |
| 4           | Jorge Lorenzo     | 250 cc    | 2007                                                                 |
| 4           | Mattia Casadei    | MotoE     | 2022 Carrera 1, 2023 Carrera 1, 2023 Carrera 2, Carrera 1 2024       |
| 3           | Valentino Rossi   | MotoGP    | 2008, 2009, 2014                                                     |
| 3           | Francesco Bagnaia | MotoGP    | 2021, 2022                                                           |
| 3           | Francesco Bagnaia | Moto2     | 2018                                                                 |
| 2           | Anton Mang        | 250 cc    | 1981, 1982                                                           |
| 2           | Ricardo Tormo     | 50 cc     | 1981, 1983                                                           |
| 2           | Maurizio Vitali   | 125 cc    | 1983, 1984                                                           |
| 2           | Eddie Lawson      | 500 cc    | 1985, 1986                                                           |
| 2           | Fausto Gresini    | 125 cc    | 1985, 1987                                                           |
| 2           | Randy Mamola      | 500 cc    | 1984, 1987                                                           |
| 2           | Loris Reggiani    | 250 cc    | 1987                                                                 |
| 2           | Loris Reggiani    | 125 cc    | 1981                                                                 |
| 2           | Dani Pedrosa      | MotoGP    | 2010, 2016                                                           |
| 2           | Dennis Foggia     | Moto3     | 2021, 2022                                                           |

### Ganadores múltiples (constructores)
Nota: las ediciones que no formaron parte del Campeonato Mundial de Motociclismo tienen fondo rosa.
| # Victorias | Constructor | Victorias | Victorias                                                                                            |
| # Victorias | Constructor | Categoría | Años Ganador                                                                                         |
| ----------- | ----------- | --------- | --- |
| 20          | Honda       | MotoGP    | 2010, 2015, 2016, 2017, 2019                                                                         |
| 20          | Honda       | 500 cc    | 1982, 1984, 1993                                                                                     |
| 20          | Honda       | 250 cc    | 1991, 1993                                                                                           |
| 20          | Honda       | Moto3     | 2014, 2015, 2017, 2018, 2019, 2020, 2021, 2022, 2024                                                 |
| 20          | Honda       | 125 cc    | 1993                                                                                                 |
| 14          | Yamaha      | MotoGP    | 2008, 2009, 2011, 2012, 2013, 2014, 2020                                                             |
| 14          | Yamaha      | 500 cc    | 1983, 1985, 1986, 1987, 1991                                                                         |
| 14          | Yamaha      | 250 cc    | 1985, 1986                                                                                           |
| 10          | Kalex       | Moto2     | 2013, 2014, 2015, 2016, 2017, 2018, 2019, 2020, 2021, 2023                                           |
| 10          | Ducati      | MotoGP    | 2007, 2018, 2021, 2022, 2023, 2024                                                                   |
| 10          | Ducati      | MotoE     | 2023 Carrera 1, 2023 Carrera 2, 2024 Carrera 1, 2024 Carrera 2                                       |
| 8           | Aprilia     | 250 cc    | 1987, 2007, 2008, 2009                                                                               |
| 8           | Aprilia     | 125 cc    | 2007, 2008, 2009, 2011                                                                               |
| 7           | Energica    | MotoE     | 2019 Carrera 1, 2019 Carrera 2, 2020, 2021 Carrera 1, 2021 Carrera 2, 2022 Carrera 1, 2022 Carrera 2 |
| 4           | Garelli     | 125 cc    | 1985, 1987                                                                                           |
| 4           | Garelli     | 50 cc     | 1982, 1983                                                                                           |
| 3           | MBA         | 125 cc    | 1983, 1984, 1986                                                                                     |
| 3           | Derbi       | 125 cc    | 2010                                                                                                 |
| 3           | Derbi       | 80 cc     | 1985, 1987                                                                                           |
| 3           | KTM         | Moto3     | 2012, 2013, 2016                                                                                     |
| 2           | Kawasaki    | 250 cc    | 1981, 1982                                                                                           |
| 2           | Real        | 250 cc    | 1984                                                                                                 |
| 2           | Real        | 80 cc     | 1984                                                                                                 |
| 2           | Suter       | Moto2     | 2011, 2012                                                                                           |
| 2           | Boscoscuro  | Moto2     | 2022, 2024                                                                                           |

### Por año
Nota: las ediciones que no formaron parte del Campeonato Mundial de Motociclismo tienen fondo rosa.
| Año  | Circuito | MotoE          | MotoE       | MotoE           | MotoE       | Moto3          | Moto3       | Moto2             | Moto2       | MotoGP            | MotoGP      |
| Año  | Circuito | Carrera 1      | Carrera 1   | Carrera 2       | Carrera 2   | Moto3          | Moto3       | Moto2             | Moto2       | MotoGP            | MotoGP      |
| Año  | Circuito | Piloto         | Constructor | Piloto          | Constructor | Piloto         | Constructor | Piloto            | Constructor | Piloto            | Constructor |
| ---- | -------- | -------------- | ----------- | --------------- | ----------- | -------------- | ----------- | ----------------- | ----------- | ----------------- | ----------- |
| 2024 | Misano   | Mattia Casadei | Ducati      | Óscar Gutiérrez | Ducati      | Ángel Piqueras | Honda       | Ai Ogura          | Boscoscuro  | Marc Márquez      | Ducati      |
| 2023 | Misano   | Mattia Casadei | Ducati      | Mattia Casadei  | Ducati      | David Alonso   | Gas Gas     | Pedro Acosta      | Kalex       | Jorge Martín      | Ducati      |
| 2022 | Misano   | Mattia Casadei | Energica    | Matteo Ferrari  | Energica    | Dennis Foggia  | Honda       | Alonso López      | Boscoscuro  | Francesco Bagnaia | Ducati      |
| 2021 | Misano   | Jordi Torres   | Energica    | Matteo Ferrari  | Energica    | Dennis Foggia  | Honda       | Raúl Fernández    | Kalex       | Francesco Bagnaia | Ducati      |
| 2020 | Misano   | Matteo Ferrari | Energica    |                 |             | John McPhee    | Honda       | Luca Marini       | Kalex       | Franco Morbidelli | Yamaha      |
| 2019 | Misano   | Matteo Ferrari | Energica    | Matteo Ferrari  | Energica    | Tatsuki Suzuki | Honda       | Augusto Fernández | Kalex       | Marc Márquez      | Honda       |

| Año  | Circuito | Moto3               | Moto3       | Moto2               | Moto2       | MotoGP           | MotoGP      |
| Año  | Circuito | Piloto              | Constructor | Piloto              | Constructor | Piloto           | Constructor |
| ---- | -------- | ------------------- | ----------- | ------------------- | ----------- | ---------------- | ----------- |
| 2018 | Misano   | Lorenzo Dalla Porta | Honda       | Francesco Bagnaia   | Kalex       | Andrea Dovizioso | Ducati      |
| 2017 | Misano   | Romano Fenati       | Honda       | Thomas Lüthi        | Kalex       | Marc Márquez     | Honda       |
| 2016 | Misano   | Brad Binder         | KTM         | Lorenzo Baldassarri | Kalex       | Dani Pedrosa     | Honda       |
| 2015 | Misano   | Enea Bastianini     | Honda       | Johann Zarco        | Kalex       | Marc Márquez     | Honda       |
| 2014 | Misano   | Álex Rins           | Honda       | Esteve Rabat        | Kalex       | Valentino Rossi  | Yamaha      |
| 2013 | Misano   | Álex Rins           | KTM         | Pol Espargaró       | Kalex       | Jorge Lorenzo    | Yamaha      |
| 2012 | Misano   | Sandro Cortese      | KTM         | Marc Márquez        | Suter       | Jorge Lorenzo    | Yamaha      |
| Año  | Circuito | 125 cc              | 125 cc      | Moto2               | Moto2       | MotoGP           | MotoGP      |
| Año  | Circuito | Piloto              | Constructor | Piloto              | Constructor | Piloto           | Constructor |
| 2011 | Misano   | Nicolás Terol       | Aprilia     | Marc Márquez        | Suter       | Jorge Lorenzo    | Yamaha      |
| 2010 | Misano   | Marc Márquez        | Derbi       | Toni Elías          | Moriwaki    | Dani Pedrosa     | Honda       |
| Año  | Circuito | 125 cc              | 125 cc      | 250 cc              | 250 cc      | MotoGP           | MotoGP      |
| Año  | Circuito | Piloto              | Constructor | Piloto              | Constructor | Piloto           | Constructor |
| 2009 | Misano   | Julián Simón        | Aprilia     | Héctor Barberá      | Aprilia     | Valentino Rossi  | Yamaha      |
| 2008 | Misano   | Gábor Talmácsi      | Aprilia     | Álvaro Bautista     | Aprilia     | Valentino Rossi  | Yamaha      |
| 2007 | Misano   | Mattia Pasini       | Aprilia     | Jorge Lorenzo       | Aprilia     | Casey Stoner     | Ducati      |

| Año  | Circuito | 80 cc              | 80 cc       | 125 cc          | 125 cc      | 250 cc          | 250 cc        | 500 cc            | 500 cc      |
| Año  | Circuito | Piloto             | Constructor | Piloto          | Constructor | Piloto          | Constructor   | Piloto            | Constructor |
| ---- | -------- | ------------------ | ----------- | --------------- | ----------- | --------------- | ------------- | ----------------- | ----------- |
| 1993 | Mugello  |                    |             | Dirk Raudies    | Honda       | Loris Capirossi | Honda         | Michael Doohan    | Honda       |
| 1991 | Mugello  |                    |             | Peter Öttl      | Rotax       | Luca Cadalora   | Honda         | Wayne Rainey      | Yamaha      |
| 1987 | Misano   | Manuel Herreros    | Derbi       | Fausto Gresini  | Garelli     | Loris Reggiani  | Aprilia-Rotax | Randy Mamola      | Yamaha      |
| 1986 | Misano   | Pier Paolo Bianchi | Seel        | August Auinger  | MBA         | Tadahiko Taira  | Yamaha        | Eddie Lawson      | Yamaha      |
| 1985 | Misano   | Jorge Martínez     | Derbi       | Fausto Gresini  | Garelli     | Carlos Lavado   | Yamaha        | Eddie Lawson      | Yamaha      |
| 1984 | Mugello  | Gerhard Waibel     | Real        | Maurizio Vitali | MBA         | Manfred Herweh  | Real-Rotax    | Randy Mamola      | Honda       |
| Año  | Circuito | 50 cc              | 50 cc       | 125 cc          | 125 cc      | 250 cc          | 250 cc        | 500 cc            | 500 cc      |
| Año  | Circuito | Piloto             | Constructor | Piloto          | Constructor | Piloto          | Constructor   | Piloto            | Constructor |
| 1983 | Imola    | Ricardo Tormo      | Garelli     | Maurizio Vitali | MBA         |                 |               | Kenny Roberts     | Yamaha      |
| 1982 | Mugello  | Eugenio Lazzarini  | Garelli     |                 |             | Anton Mang      | Kawasaki      | Freddie Spencer   | Honda       |
| 1981 | Imola    | Ricardo Tormo      | Bultaco     | Loris Reggiani  | Minarelli   | Anton Mang      | Kawasaki      | Marco Lucchinelli | Suzuki      |

- Datos: Q908870
- Multimedia: San Marino and Rimini's Coast motorcycle Grand Prix / Q908870